# Belhi (Saptari)
Belhi (nep. बेल्ही) – gaun wikas samiti we wschodniej części Nepalu w strefie Sagarmatha w dystrykcie Saptari. Według nepalskiego spisu powszechnego z 2001 roku liczył on 649 gospodarstw domowych i 3954 mieszkańców (1952 kobiet i 2002 mężczyzn).